# Blackie Lawless
Blackie Lawless é o nome artístico de Steven Edward Duren (4 de setembro de 1956). Blackie Lawless é um músico e compositor norte-americano, conhecido por ser o fundador, vocalista e guitarrista (ex-baixista) da banda de heavy metal W.A.S.P. desde 1982 quando esta foi criada.
Blackie Lawless nasceu em Nova York, tendo vivido uns tempos em Los Angeles por causa das várias bandas nas quais participou durante a década de 1970. 
Em 1982, Blackie sentiu-se pronto para criar a sua própria banda e chamou alguns músicos que ele havia conhecido nas suas experiências anteriores. Com Randy Piper (guitarra), Chris Holmes (guitarra) e Tony Richards (bateria) completou os W.A.S.P.